# یواس‌اس نپانست (آی‌دی-۳۵۸۱)
یواس‌اس نپانست (آی‌دی-۳۵۸۱) (به انگلیسی: USS Neponset (ID-3581)) یک کشتی بود که طول آن ۴۵۰ فوت (۱۴۰ متر) بود. این کشتی در سال ۱۹۱۸ ساخته شد.